# Чемпионат Европы по биатлону 1995
Чемпионат Европы по биатлону 1995 прошёл в французском городе Ле-Гран-Борнан.
Рафаэль Пуаре, Александр Попов и Светлана Парамыгина выиграли свои первые и единственные в карьере золотые медали чемпионатов Европы.

## Результаты гонок чемпионата
| Гонка                                                 | Мужчины | Женщины |
| Спринт 1. Мужчины: 10 км Женщины: 7.5 км              | 1. Рафаэль Пуаре 2. Жиль Марге 3. Олег Рыженков | 1. Коринн Ниогре 2. Катрин Апель 3. Анн Бриан |
| Эстафета 1. Мужчины: 4х7,5 км Женщины: 3х7,5 км       | 1. Белоруссия (Игорь Хохряков, Александр Попов, Олег Рыженков, Вадим Сашурин) 2. Германия (Рене Кёниг, Ларс Кройцер, Маркус Кваппик, Марко Моргенштерн) 3. Украина (Руслан Лысенко, Валентин Джима, Роман Звонков, Тарас Дольный) | 1. Франция (Корин Ниогре, Флоранс Баверель, Анн Бриан) 2. Украина (Татьяна Водопьянова, Нина Лемеш, Валентина Цербе-Несина) 3. Германия (Кати Швааб, Штеффи Киндт, Мартина Целльнер) |
| Индивидуальная гонка 1. Мужчины: 20 км Женщины: 15 км | 1. Игорь Хохряков 2. Александр Попов 3. Хольгер Шёнтир | 1. Светлана Парамыгина 2. Нина Лемеш 3. Эммануэль Кларе |

## Таблица медалей
Общая
| Место | Страна   |   |   |   | Всего |
| ----- | -------- | - | - | - | ----- |
| 1     | Франция  | 3 | 1 | 2 | 6     |
| 2     | Беларусь | 3 | 1 | 1 | 5     |
| 3     | Германия | 0 | 2 | 2 | 4     |
| 4     | Украина  | 0 | 2 | 1 | 3     |
|       | Всего    | 6 | 6 | 6 | 18    |